# Cyclophora pendularium
Cyclophora pendularium är en fjärilsart som beskrevs av Hans Daniel Johan Wallengren 1874. Cyclophora pendularium ingår i släktet Cyclophora och familjen mätare. Inga underarter finns listade i Catalogue of Life.